# Ludmiła Bodnijewa
Ludmiła Walerjewna Bodnijewa (ros. Людмила Валерьевна Бодниева) (ur. 15 października 1978 r. w Eliście) – rosyjska piłkarka ręczna, reprezentantka Rosji, obrotowa. Obecnie występuje w RK Krim. Dwukrotnie zdobywała mistrzostwo świata w: 2001 we Włoszech i 2005 w Rosji.

## Sukcesy

### Klubowe
- Mistrzostwa Rosji:
  -  (1998, 2000, 2001)
  -  (2002, 2003)
- Mistrzostwa Słowenii:
  -  (2004, 2005, 2006, 2007, 2008, 2009, 2010)
- Puchar Słowenii:
  -  (2004, 2005, 2006, 2007, 2008, 2009, 2010)
- Liga Mistrzyń:
  -  (2004, 2006)

### Reprezentacyjne
- Mistrzostwo świata:  (2001, 2005)
- Mistrzostwo Europy:  (2006)

### Nagrody indywidualne
- 2001: najlepsza obrotowa mistrzostw świata, (Włochy)
- 2000: najlepsza obrotowa mistrzostw Europy, (Rumunia)
- 2004: najlepsza obrotowa mistrzostw Europy, (Węgry)
- 2005: MVP oraz najlepsza obrotowa mistrzostw świata, (Rosja)
- 2006: najlepsza obrotowa mistrzostw Europy, (Szwecja)